# Cânion do Jaguaricatu
Cânion do Jaguaricatu é um cânion brasileiro situado entre os municípios de Itararé, em São Paulo, e Sengés, no Paraná. Sua formação é composta por paredes de arenito que podem atingir até 80 metros, já no centro do vale se encontra o rio Jaguaricatu. Diversas atividades ecoturísticas e esportivas podem ser realizadas. É o oitavo maior do mundo em extensão de área verde.
Os biomas que abrangem o cânion são caracterizados pelo Cerrado e pela Mata Atlântica. Os acidentes geográficos da região, bem como o relevo, foram determinantes para a formação de inúmeras quedas de água. As principais cachoeiras nas proximidades que se destacam são a Cachoeira do Sobradinho também conhecida como Véu da Noiva, Cachoeira do Postinho, Cachoeira do Navio, Cachoeira Santa Bárbara, Cachoeira dos Veadinhos, Cachoeira Erva Doce, entre outras. Há ainda registros de grutas com inscrições rupestres.
O acesso à região é feito pela rodovia PR-151.